# Tadeusz Miśkiewicz
Tadeusz Miśkiewicz – polski inżynier, dr hab., profesor zwyczajny i dyrektor Instytutu Chemii i Technologii Żywności Wydziale Inżynieryjnym i Ekonomicznym Uniwersytetu Ekonomicznego we Wrocławiu.

## Życiorys
Absolwent Technikum Chemicznego w Kielcach. Ukończył Wyższą Szkołę Ekonomiczną we Wrocławiu (1970). W 1976 obronił pracę doktorską pt. Niektóre możliwości intensyfikacji hodowli drożdży piekarskich, następnie w 1986 na Wydziale Chemii Spożywczej Politechniki Łódzkiej uzyskał stopień doktora habilitowanego na podstawie pracy Sterowanie hodowlą drożdży piekarskich za pomocą komputera. 16 marca 2004 nadano mu tytuł profesora w zakresie nauk rolniczych. Objął funkcję profesora zwyczajnego i dyrektora w Instytucie Chemii i Technologii Żywności na Wydziale Inżynieryjnym i Ekonomicznym Uniwersytetu Ekonomicznego we Wrocławiu.
Był kierownikiem Instytutu Chemii i Technologii Żywności Wydziału Inżynieryjnego i Ekonomicznego Akademii Ekonomicznej im. Oskara Langego we Wrocławiu i członkiem Komitetu Nauk o Żywności na II Wydziale Nauk Biologicznych i Rolniczych Polskiej Akademii Nauk.

## Odznaczenia
- Medal Komisji Edukacji Narodowej (1999)[2]
- Odznaka „Zasłużony dla Wydziału Nauk o Żywności” Uniwersytetu Przyrodniczego we Wrocławiu (4 lipca 2017)[3]